# Маевский, Юрий Савельевич
Юрий Саве́льевич Мае́вский (25 февраля 1948, пос. Нижняя Суетка, Алтайский край — 16 сентября 2019, Екатеринбург) — советский легкоатлет-спринтер, неоднократный чемпион РСФСР, победитель и призёр Всесоюзных соревнований, мастер спорта СССР.

## Биография
Родился на Алтае.
Лёгкой атлетикой начал заниматься в 1966 году, когда переехал в Свердловск и поступил в Свердловский лесотехнический институт (тренер — Эвелина Давыдовна Мордкович). Звание «Мастер спорта СССР» присвоено в 1971 году.
Выступал за ДСО «Буревестник» и СК «Уралмаш» (Свердловск), а также, с 1973 г. — СК «Факел» (г. Лесной, Свердловская обл.), где в то время начинал свою спортивную карьеру будущий олимпийский чемпион, тоже спринтер, Андрей Прокофьев.
Юрий Маевский — победитель Универсиады СССР (Минск, 1972), победитель Мемориала братьев Знаменских (Ленинград, 1973), чемпион РСФСР в беге на 100 м (Челябинск, 1973), чемпион РСФСР в беге на 60 м в помещении (Москва, 1973), бронзовый призёр Кубка СССР в беге на 60 м (Вильнюс, 1979), многократный чемпион Урала и Свердловской области. В 1973 году он возглавил десятку лучших легкоатлетов СССР в беге на 100 метров, обойдя олимпийского чемпиона 1972 года Валерия Борзова.
Личные рекорды: 60 м — 6,67; 100 м — 10,2.
После окончания спортивной карьеры Юрий Маевский перешёл на тренерско-преподавательскую работу. Работал тренером СДЮСШОР по лёгкой атлетике СК «Уралмаш», предпринимателем.
Умер от онкологического заболевания. Похоронен на Окружном кладбище Екатеринбурга.